# Quick BASIC
Microsoft QuickBASIC (frecuentemente abreviado, correctamente, como QB, o incorrectamente, como QBasic) es un descendiente del lenguaje de programación BASIC que Microsoft Corporation desarrolló para su uso con el sistema operativo MS-DOS, junto a otros productos de programación como QuickC o QuickPascal. Estaba ligeramente basado en GW-BASIC pero añadía tipos definidos por el usuario, estructuras de programación mejoradas, mejores gráficos y soporte de disco, y un compilador además del intérprete. Microsoft sacó a la venta QuickBasic como un paquete de desarrollo comercial.

## Historia
Microsoft publicó la primera versión de QuickBASIC el 18 de agosto de 1985, en un único disquete de 5.25". QuickBASIC usaba un entorno de desarrollo integrado (IDE) radicalmente diferente al que acompañaba a las versiones anteriores de BASIC. Los números de línea ya no eran necesarios puesto que los usuarios podían insertar y quitar líneas directamente mediante un editor de textos en pantalla.
QuickBASIC incluía el "Compilador PC BASIC", que servía para compilar los programas en ejecutables DOS. El editor poseía un intérprete con el cual el usuario podía ejecutar un programa sin tener que cerrar el editor en absoluto, y podía usarse para depurar un programa antes de crear el fichero ejecutable. Había ciertas pequeñas diferencias entre el intérprete y el compilador, por lo que programas que ejecutaban perfectamente en el intérprete no lo hacían en su versión compilada o incluso no llegaban a compilar.
En 1987 Borland lanzó el Turbo BASIC, un compilador compatible con el Quick BASIC, comercializado bajo los nombres de First BASIC y PowerBASIC a partir de 1989.
La última versión de QuickBASIC fue la 4.5 aparecida en 1988, aunque se siguió desarrollando como el Professional Development System (PDS), cuya última versión fue la 7.1 en octubre de 1990. A la versión PDS también se le llamó a veces QuickBASIC eXtended (QBX). El sucesor de QuickBASIC y PDS fue Visual Basic 1.0, que salió en 1991 en dos versiones incompatibles entre sí, una para DOS y otra para Windows. Las versiones posteriores de Visual Basic no incluían versiones para DOS, ya que Microsoft quería que los desarrolladores se concentraran en las aplicaciones para Windows.
A partir de MS-DOS 5, las versiones de DOS incluían un sustituto de GW-BASIC basado en QuickBASIC 4.5. Ese sustituto se llamaba QBASIC, desarrollado en 1991. En comparación con QuickBASIC, QBASIC está limitado ya que le faltan unas pocas funciones, sólo puede manejar programas de un tamaño limitado, no tiene soporte para módulos separados, y sólo es intérprete. Al carecer de compilador, no puede producir directamente programas ejecutables, aunque los programas desarrollados con QBASIC pueden ser compilados mediante QuickBasic 4.5, PDS 7.1 o VBDOS 1.0, si se dispone de alguno de ellos.
Pese a que el software fue descontinuado por Microsoft, han surgido re-implementaciones del lenguaje bajo licencias GNU, como FreeBASIC o QB64.